# Janusz Trempała
Janusz Józef Trempała (ur. 24 maja 1953 w Bydgoszczy) – polski psycholog, profesor nauk humanistycznych, profesor zwyczajny Wyższej Szkoły Informatyki i Ekonomii TWP w Olsztynie i Instytutu Psychologii Wydziału Pedagogiki i Psychologii Uniwersytetu Kazimierza Wielkiego.

## Życiorys
Studiował psychologię na Uniwersytecie im. Adama Mickiewicza w Poznaniu. W 1984 uzyskał doktorat, 21 czerwca 1993 habilitował się na podstawie pracy zatytułowanej Rozumowanie moralne i odporność dzieci na pokusę oszustwa. 30 listopada 2001 nadano mu tytuł profesora w zakresie nauk humanistycznych. Objął funkcję profesora zwyczajnego w Wyższej Szkole Informatyki i Ekonomii TWP w Olsztynie i w Instytucie Psychologii na Wydziale Pedagogiki i Psychologii Uniwersytetu Kazimierza Wielkiego.
Został członkiem prezydium Komitetu Psychologii Polskiej Akademii Nauk oraz dyrektorem Instytutu Psychologii Wydziału Pedagogiki i Psychologii Uniwersytetu Kazimierza Wielkiego.
Był prorektorem na Uniwersytecie Kazimierza Wielkiego.